# Jacques Alfred Brielman
Jacques Alfred Brielman né le 27 avril 1834 à Paris et mort dans la même ville le 16 février 1892 est un peintre français.

## Biographie
Jacques Alfred Brielman entre en 1845 dans un atelier de peinture sur porcelaine et a des débuts difficiles[réf. nécessaire].
Il est un élève d’Eugène Lavieille et devient un peintre paysagiste de l'école de Barbizon.
Il peint dans différentes régions de France : sur les bords de la Marne et du Grand Morin, dans le Bourbonnais ou en Bretagne.
Il expose au Salon de 1866 à 1891.

## Salons
- Salon de Paris :
  - 1866 : La Ferme de Rouy-les-Bas, en Brie.
  - 1870 : Voie des Orvilliers à Thiais (Seine), effet de neige ; Bords de la Marne, effet de matin.
  - 1880 : Passage à gué à Hérisson (Allier).
- Salon des artistes français :
  - 1881 : Les vieux arbres de Drevant, près Saint-Amand-Montrond (Cher).
  - 1882 : Un soir dans les Cévennes.
  - 1886 : Fin de tempête ; Saint-Cast (Côtes-du-Nord) ; Le Doué de la Vieuville ; Pointe de Lagarde à Saint-Cast (Côtes-du-Nord) ; Rue du Jerzual, à Dinan (aquarelle) ; Entrée du village de Léhon, près Dinan (aquarelle).
  - 1890 : Derniers rayons ; Abreuvoir du château de l’Ilette (Indre-et-Loire) ; La Mare, à Azay-le-Rideau.
  - 1891 : Le Moulin de la Villetour, à Besse (Puy-de-Dôme) ; La Cascade de Carignan, près Besse-en-Chandesse.
- Salon de Pau de 1885 : Laveuses au bord du Cher.
- Salon de Versailles de 1883 : À Meaulne (Allier).

## Récompenses
- 1882 : médaille de 3e classe au Salon des artistes français.
- 1889 : médaille de bronze à l'Exposition universelle.

## Collections publiques
- Roanne, musée des Beaux-Arts et d'Archéologie Joseph-Déchelette : Passage à gué à Hérisson (Allier).
- Saint-Amand-Montrond, musée Saint-Vic :
  - Laveuses au bord du Cher ;
  - Bruère-Allichamps ;
  - Cour de ferme à Meaulne.

## Annexs